# Micos del Nou Món
Els micos del Nou Món o platirrins (Platyrrhini) són un parvordre de primats composts per cinc famílies de Centreamèrica i Sud-amèrica: els cal·litríquids, els cèbids, els aòtids, els pitècids i els atèlids. Els primats més semblants als platirrins serien els catarrins; els primers s'haurien escindit dels segons fa 35 milions d'anys. Es diferencien d'altres grups de micos i primats, com ara els micos del Vell Món i els simis.